# Kılavuzlar, Göynük
Kılavuzlar là một xã thuộc huyện Göynük, tỉnh Bolu, Thổ Nhĩ Kỳ. Dân số thời điểm năm 2010 là 107 người.